# 直布罗陀总督

總督旗

直布罗陀总督暨总司令（Governor and Commander-in-Chief of Gibraltar），一般称作直布罗陀总督（Governor of Gibraltar），为英国君主在直布罗陀的代表。直布罗陀总督由英国政府提名，英国君主任命。直布罗陀总督相当于事实上的国家元首。他的职责为任命由大选选出的直布罗陀首席部长及其他部长；另外，总督还负责国防安全工作。现任总督为班·巴瑟斯特，2024年6月上任。

## 历任总督
- 弗朗西斯·理查德（英语：Francis Richards (diplomat)），2003年5月27日至2006年7月17日
- 菲利普·巴顿（Philip Barton），代理，2006年7月17日至2006年9月27日
- 罗伯特·富尔顿，2006年9月27日至2009年10月21日
- 莱斯利·帕莱特（Leslie Pallett），代理，2009年10月21日至2009年10月26日
- 阿德里安·约翰斯，2009年10月26日至2013年11月13日
- 艾莉森·麥克米倫（英语：Alison MacMillan），代理，2013年11月13日至2013年12月6日
- 鄧瞻時爵士（英语：James_Dutton_(Royal_Marines_officer)），2013年12月6日至2015年9月28日
- 艾莉森·麥克米倫，代理，2015年9月28日至2016年1月19日
- 艾德·戴维斯（英语：Ed Davis (Royal Marines officer)），2016年1月19日至2020年2月18日
- 大衛·史地爾（英语：David Steel (Royal Navy officer)），2020年6月11日至2024年5月23日
- 馬克·霍蘭（英语：Marc Holland），代理，2024年5月23日至2024年6月4日
- 班·巴瑟斯特（英语：Ben Bathurst），2024年6月4日迄今